# Plethodontohyla angulifera
Plethodontohyla angulifera é uma espécie de anura da família Microhylidae.
É endémica de Madagáscar.